# Anweisung (Recht)
Die Anweisung (lat. delegatio; englisch assignation) ist im Schuldrecht Deutschlands ein in § 783 BGB definierter Fachausdruck für eine schriftliche Leistungsermächtigung, die demjenigen ausgehändigt wird, der den darin verbrieften Leistungsgegenstand, zumeist Geld, Wertpapiere oder andere vertretbare Sachen, letztlich erhalten soll. Exemplarischer Anwendungsfall ist traditionell der in Europa aus der Mode gekommene Scheck. In der Urkunde ermächtigt der Aussteller einen anderen, für Rechnung des Ausstellers an einen Dritten gegen Vorlage der Urkunde zu leisten. 
Der Begriff wird auch für mündliche und nicht dem Begünstigten ausgehändigte Leistungsweisungen verwendet.

## Allgemeines
Der Aussteller wird als der Anweisende bezeichnet, der „Andere“ ist der Angewiesene, der Dritte ist der Anweisungs- oder Zahlungsempfänger. Die Anweisung lässt daher Rechtsbeziehungen zwischen drei Beteiligten entstehen, wobei es nicht zu einer direkten Leistungsbeziehung zwischen Anweisendem und Zahlungsempfänger kommt. Die Rechtsverhältnisse sind zum einen geprägt durch das Deckungsverhältnis, die Beziehung zwischen dem Anweisenden und dem Angewiesenen, durch das Valutaverhältnis, das zwischen dem Anweisenden und dem Anweisungsempfänger besteht und zum anderen durch das Vollzugsverhältnis (gelegentlich auch: Einlösungsverhältnis) zwischen dem Angewiesenen und dem Anweisungsempfänger, bei denen sich die sichtbare Vermögensverschiebung vollzieht.

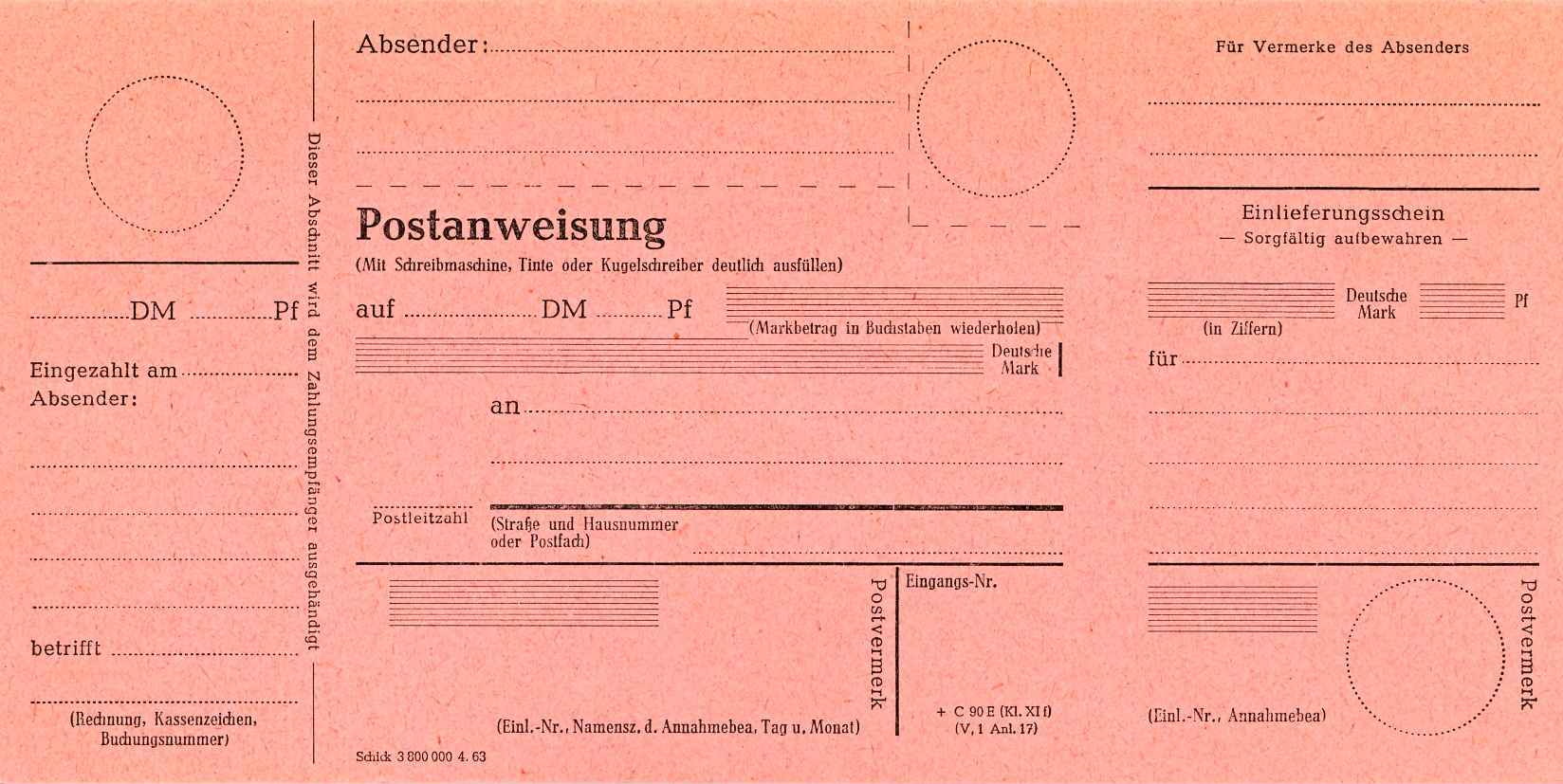
Die Postanweisung der Deutschen Bundespost war keine Anweisung im Rechtssinne

Als Instrument des Zahlungsverkehrs hat die Anweisung ihren Ursprung in der „bürgerlich-rechtlichen Anweisung“ der §§ 783 ff. BGB. Eine Anweisung muss zu ihrer Rechtswirksamkeit vier Voraussetzungen erfüllen:
- Form: Schriftform;
- Gegenstand: Geld, Wertpapiere oder andere vertretbare Sachen;
- Urkunde: die Aushändigung der Urkunde vom Aussteller an den Anweisungsempfänger ist als Begebungsvertrag eine Doppelermächtigung, lässt jedoch noch kein Schuldverhältnis entstehen. Mit der vertraglichen Begebung wird das Eigentum an der Anweisungsurkunde an den Anweisungsempfänger übertragen.
- Annahme: der Angewiesene muss die Anweisung annehmen, da nur dann eine Leistungspflicht und damit ein Schuldverhältnis entstehen kann.

Unter diesen Voraussetzungen erbringt der Angewiesene aus eigenem Vermögen die versprochene Leistung an den Anweisungsempfänger und kann hierdurch eigene Schulden gegenüber dem Aussteller tilgen oder diesem Kredit gewähren. Es bestehen oder entstehen mithin zwei Schuldverhältnisse.

## Geschichte
Die „bürgerlich-rechtliche Anweisung“ geht auf das römische Recht zurück, wo sie als delegatio bezeichnet wurde und ausweislich des Frühklassikers Tiberius Iulius Celsus Polemaeanus in zwei Formen vorkam, nämlich als Zahlung (delegatio solvendi) und als Eingehung einer Verbindlichkeit (delegatio obligandi). Mittels derartig gestalteter Anweisung konnte mithin nicht nur eine Zahlungspflicht erfüllt werden, sondern ebenso eine Schenkung vorgenommen oder ein Darlehen gewährt werden. Dieser Anweisungsbegriff erfuhr in der Spätantike unter Kaiser Justinian I., der am klassischen Recht orientiert, die Herstellung der Einheit des spätantiken römischen Rechtswesens verfolgte und den später so genannten Corpus iuris civilis schuf, einen Paradigmenwechsel, denn er wurde als Novation (novatio) zusammengefasst. Hintergrund: In den Fällen des Gläubiger- und Schuldnerwechsels, läge stets eine Novation vor.
In Deutschland tauchte die Anweisung im Sinne einer Zahlungsanweisung – soweit ersichtlich – erstmals im Jahre 1480 in Meißen auf, wo sie als „aneweisung off vnsern wochenlon“ (Anweisung auf unseren Wochenlohn) erwähnt wurde. Das Verb „anweisen“ und der „Anweiser“ tauchten 1561 in den Wörterbüchern von Josua Maaler und 1691 bei Kaspar von Stieler auf. Bereits im Jahre 1718 übernahm die deutsche Fachliteratur den römisch geprägten Begriff der Anweisung. Das Allgemeine Preußische Landrecht (PrALR) vom Juni 1794 regelte das Rechtsinstitut der Anweisung in Kapitel I 16 (§§ 251 ff. APL) ausführlich. Im Jahre 1815 wurde die Anweisung als „diejenige Handlung“ bezeichnet, durch die „ein neuer Schuldner mit Bewilligung des Gläubigers an die Stelle des alten Schuldners tritt und dieser von dem Gläubiger losgezählt wird“. Bei der Assignation wird der Schuldner von seiner Verbindlichkeit nicht befreit, jedoch bei der Delegation. Das römische Recht fungierte als bedeutende Rechtsquelle für das im Januar 1900 in Kraft getretene BGB, wie dessen Bezugnahmen in den §§ 783 ff. BGB beweisen. Mit der Verbreitung neuer Zahlungsmittel wie des Schecks (März 1908) und der Entwicklung des Zahlungsverkehrs ab Januar 1909 verlor die Anweisung jedoch ihre einstmalige Bedeutung.

## Arten
Es gibt heute zwei Hauptarten, und zwar die bürgerlich-rechtliche Anweisung und die kaufmännische Anweisung. 
- Bei den Beteiligten der „bürgerlich-rechtlichen Anweisung“ der §§ 783 ff. BGB handelt es sich ausschließlich um Nichtkaufleute. Die „bürgerlich-rechtliche Anweisung“ ist ein Wertpapier, konkret ein Namenspapier (§ 783 BGB), weil der Zahlungsempfänger namentlich benannt ist. Als Urform des heutigen Zahlungsverkehrs wurde sie durch den Scheck verdrängt, der jedoch wegen eines Kreditinstituts als Bezogenem (Art. 3 Scheckgesetz) nicht zu den „bürgerlich-rechtlichen Anweisungen“ gehört. „Bürgerlich-rechtliche Anweisungen“ kommen im heutigen Zahlungsverkehr nicht mehr vor.
- Die kaufmännische Anweisung (§§ 363–365 HGB) ist dadurch gekennzeichnet, dass ein Kaufmann als Angewiesener fungiert und dessen urkundliche Leistung nicht von einer Gegenleistung abhängig sein darf (§ 363 Abs. 1 HGB).[11] Der Anweisende und der Anweisungsempfänger brauchen nicht Kaufmann zu sein. Sie ist ein gekorenes Orderpapier und kann durch Indossament übertragen werden, wenn sie eine Orderklausel enthält; ohne Orderklausel ist sie ebenfalls ein Namenspapier. Es gibt folgende Arten kaufmännischer Anweisungen (§ 363 Abs. 2 HGB):
  - Ladeschein (§ 443 HGB)
  - Lagerschein (§ 475c HGB)
  - Konnossement (§ 515 HGB)
  - Transportversicherungspolice (§§ 130 ff. VVG)
  - kaufmännischer Verpflichtungsschein (etwa Sparbrief, Reisescheck und Kreditbrief).

Bei den ersten drei Unterarten handelt es sich um so genannte Traditionspapiere, deren rechtmäßiger Inhaber gleichzeitig Eigentümer der durch diese Papiere repräsentierten Waren ist. Sparbrief, Reisescheck und Kreditbrief müssen stets durch Kreditinstitute ausgestellt sein, so dass es sich um kaufmännische Anweisungen – und konkret um kaufmännische Verpflichtungsscheine – handelt. Der kaufmännische Verpflichtungsschein kann den Schuldgrund enthalten oder nicht, ohne Schuldgrund ist er im Regelfall ein abstraktes Schuldversprechen. Die Transportversicherungspolice mit Wertpapiercharakter ist heute völlig durch eine Versicherung „für den, den es angeht“ ersetzt worden (Versicherungsschein auf den Inhaber).
Scheck und (gezogener) Wechsel kommen von ihrer Struktur her den kaufmännischen Anweisungen nahe, sind jedoch spezialgesetzliche Sonderformen. Die Postanweisung hatte zwar das Wort „Anweisung“ zum Bestandteil, war allerdings ein Zahlungsauftrag und keine Anweisung in diesem Sinne, weil eine dem Anweisungsempfänger auszuhändigende Anweisung nicht vorgesehen war. Sie ist in Deutschland seit April 2002 abgeschafft. Die inländische Überweisung wurde bis Dezember 2001 als Anweisung im weiteren Sinne eingestuft, doch das heutige Zahlungsdiensterecht der §§ 676a ff. BGB geht von einem Vertrag aus.

## Rechtsfragen

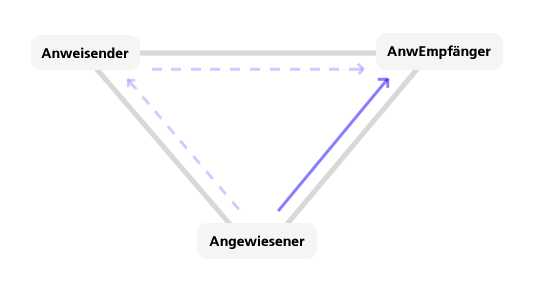
Dreipersonales Verhältnis

Die Anweisung ist eine einseitige Willenserklärung und kein Vertrag. Nimmt der Angewiesene die Anweisung durch schriftlichen Vermerk auf der Urkunde an, ist er hierdurch zur Leistung an den Anweisungsempfänger verpflichtet (§ 784 Abs. 1 BGB), sofern letzterem die Urkunde ausgehändigt wird (§ 785 BGB). Das macht die Anweisung zum Wertpapier. Durch diese Annahme wird die Verpflichtung des Angewiesenen zu einer von der ursprünglichen Rechtsbeziehung losgelösten selbständigen („abstrakten“) Leistungsverpflichtung (Schuldversprechen). Bei der „Anweisung auf Schuld“ wird der Angewiesene bei Ausführung der Anweisung von seiner Verbindlichkeit gegenüber dem Anweisenden frei (§ 787 Abs. 1 BGB), bei einer „Anweisung auf Kredit“ erlangt der Angewiesene dagegen einen Aufwendungsersatzanspruch gegen den Anweisenden aus § 670 BGB. Der Anweisende kann die Anweisung nach § 790 BGB widerrufen, solange der Angewiesene nicht an den Anweisungsempfänger geleistet oder die Anweisung angenommen hat.

### Rechtsbeziehungen
Die Dreiecksbeziehung führt zu Rechtsbeziehungen zwischen den Parteien. In der Regel wird der Anweisende dem Anweisungsempfänger die Leistung mittels des Angewiesenen nicht ohne Rechtsgrund auf seine Rechnung zukommen lassen. Der Angewiesene wiederum wird nicht ohne Grund auf Rechnung des Anweisenden leisten. Vielmehr beabsichtigt der Anweisende durch Leistung des Angewiesenen die Tilgung einer Verbindlichkeit gegenüber dem Anweisungsempfänger. Das Schuldverhältnis, auf Grund dessen der Anweisende dem Anweisungsempfänger die Leistung zukommen lassen möchte, heißt Valutaverhältnis. Das Rechtsverhältnis, auf Grund dessen der Angewiesene das Geschäft des Anweisenden auf dessen Rechnung wahrnimmt, heißt Deckungsverhältnis.

#### Valutaverhältnis
Das Verhältnis zwischen dem Anweisenden und dem Anweisungsempfänger (nicht: Angewiesenen) ist das Valutaverhältnis. Die Verbindlichkeit, die der Anweisende durch die Anweisung tilgen möchte, ist oftmals ein Kaufvertrag oder ein ähnlicher Vertrag mit monetärer Verpflichtung. Die bloße Übergabe der Anweisungsurkunde führt noch nicht zur Tilgung der betreffenden Verbindlichkeit, da für den Anweisungsempfänger nur eine Aussicht auf Leistung durch den Angewiesenen entstanden ist. Selbst wenn der Angewiesene die Anweisung bereits angenommen hat, ist die Verbindlichkeit des Anweisenden aus dem Valutaverhältnis erst erloschen, wenn die Leistung durch den Angewiesenen an den Anweisungsempfänger bewirkt wurde (§ 788 BGB). Die Übergabe einer bereits angenommenen Anweisungsurkunde ist keine Leistung an Erfüllungs Statt, sondern nur eine Leistung erfüllungshalber.

#### Deckungsverhältnis
Das Verhältnis zwischen dem Anweisenden und dem Angewiesenen nennt sich Deckungsverhältnis. Im Deckungsverhältnis werden im deutschen Recht in der Regel zwei Rechtsverhältnisse anzusiedeln sein:
1. Grundverhältnis

Das Grundverhältnis stellt das Motiv für die Angewiesenen dar, überhaupt durch Auskehr im Vollzugsverhältnis eine Geschäftsbesorgung für den Anweisenden vorzunehmen. Er möchte dadurch eine Schuld gegenüber dem Anweisenden tilgen (Anweisung auf Schuld) oder dem Anweisenden einen Kredit (Anweisung auf Kredit) gewähren. Eine Anweisung auf Schuld findet etwa statt, wenn ein angewiesener Bankier wegen eines Guthabens der Anweisenden an den Anweisungsempfänger eine Geldsumme auszahlt. Eine Anweisung auf Schuld liegt auch dann vor, wenn der Angewiesene durch eine Auszahlung an den Anweisungsempfänger seinerseits eine Kaufpreisschuld gegenüber dem Anweisenden begleicht. Eine Anweisung auf Kredit ist beispielsweise gegeben, falls der Angewiesene gegenüber dem Anweisenden die Anweisung an erfüllungshalber akzeptiert und die Anweisung erst später fällig gestellt wird. Die Wirkung der Auskehr an den Anweisungsempfänger dient, da er für Rechnung des Anweisenden leistet, den Motiven des Angewiesenen. Schuldet der Angewiesene dem Anweisenden etwas, so wird der Angewiesene in der Höhe der Leistung im Vollzugsverhältnis von der Schuld befreit (Deutschland: § 787 Abs. 1 BGB; Österreich: § 1401 Abs. 3 ABGB; Schweiz: Art. 467 Abs. 1 OR). Einer gesonderten Aufrechnung der gegenseitigen Forderungen bedarf es nicht mehr (Anweisung auf Schuld).
Die "Schwäche" des Grundverhältnisses ist darin zu sehen, dass das im Grundverhältnis zum Ausdruck kommende Motiv des Angewiesenen ihn gegenüber dem Anweisenden nicht verpflichtet, die Geschäftsbesorgung für ihn vorzunehmen. Besteht zum Beispiel das Grundverhältnis aus einer Verbindlichkeit gegenüber dem Anweisenden, so hat im deutschen Recht selbst dann der Angewiesene gegenüber dem Anweisenden keine Pflicht die Anweisung anzunehmen (§ 787 Abs. 2 BGB). Der Anweisende kann kraft dieser Verbindlichkeit nur verlangen, dass der Angewiesene an ihn auskehrt. Er kann nicht verlangen, dass der Angewiesene an den Anweisungsempfänger leistet. In Österreich sieht § 1401 ABGB allerdings eine solche Pflicht bei einer Anweisung auf Schuld vor. Sie wirkt aber nur gegenüber dem Anweisenden.
1. Geschäftsbesorgungsverhältnis

Die Rechtsbeziehung, die im Deckungsverhältnis den Angewiesen unmittelbar gegenüber dem Anweisenden verpflichtet, ein „Geschäft“ des Anweisenden zu besorgen, ist in der Regel ein Geschäftsbesorgungsvertrag mit werkvertraglichem Inhalt. Das Deckungsverhältnis hat im Zweifel die Eigenschaft eines unechten Vertrags zugunsten Dritter. Der Anweisende kann vom Angewiesenen aus dem Geschäftsbesorgungsvertrag die Auszahlung an den Auszahlungsempfänger verlangen, ohne dass der Auszahlungsempfänger (vor Annahme der Anweisung) ein Recht auf die Leistung erhält.

#### Vollzugsverhältnis
Das Verhältnis zwischen dem Angewiesenen und dem Anweisungsempfänger ist das Vollzugsverhältnis oder Einlösungsverhältnis. Der ebenfalls häufig gebrauchte Begriff Zuwendungsverhältnis ist im juristischen Schrifttum umstritten, da in sämtlichen Verhältnissen Zuwendungen stattfinden und die Bezeichnung daher den Kern verfehlt. Vor Annahme der Anweisung durch den Angewiesenen besteht für den Anweisungsempfänger nur die Aussicht die Leistung zu erhalten. Erst durch die Annahme erwirbt der Anweisungsempfänger einen Anspruch auf die Leistung.

## Annahme der Anweisung

### Vor der Annahme
Vor der Annahme der Anweisung durch den Angewiesenen sind in der Anweisungsurkunde nur die Ermächtigung des Anweisungsempfänger, die ihm gegenüber dem Anweisenden gebührende Leistung von Angewiesenen im eigenen Namen zu empfangen und das Recht des Angewiesenen für Rechnung des Anweisenden zu leisten, verbrieft. Die Ermächtigung des Angewiesenen für Rechnung des Anweisenden zu leisten, beinhaltet aber noch keine Leistungspflicht. Unberührt davon bleibt eine etwaige Pflicht des Angewiesenen gegenüber dem Anweisenden aus einem Geschäftsbesorgungsvertrag für den Anweisenden tätig zu werden. Der Anweisungsempfänger erhält lediglich die Gelegenheit, dass er durch Vorlage und Aushändigung der Anweisungsurkunde die Leistung vom Angewiesenen erhalten wird. Gleichwohl ist die Anweisungsurkunde schon an eine andere Person übertragbar. Die Ermächtigung des Anweisungsempfängers die Leistung beim Angewiesenen im eigenen Namen zu erheben, erzeugt ebenfalls kein Recht des Anweisungsempfängers.

### Nach der Annahme
Der Anweisungsempfänger erhält einen Anspruch gegen den Angewiesenen erst durch die Annahme (Akzept) des Angewiesenen. Nach dem Akzept besteht zwischen dem Anweisungsempfänger und dem Angewiesenen ein abstraktes Schuldversprechen. In Deutschland erfolgt die Annahme durch schriftlichen Vermerk auf der Anweisungsurkunde (§ 784 Abs. 2 Satz 1 BGB). Nach der herrschenden Meinung hat auch die Annahme Vertragscharakter. Mit einer angenommenen Anweisung hat der Anweisende den Anspruch des Anweisungsempfängers aus dem Valutaverhältnis nur an erfüllungshalber bedient, da sich der Anweisungsempfänger wegen des abstrakten Schuldverhältnisses gegenüber dem Angewiesenen nur der Verität, nicht aber der Bonität seiner Forderung an den Angewiesenen sicher sein kann. Erst mit der Auskehr der Leistung im Vollzugsverhältnis erlischt die Verbindlichkeit des Anweisenden aus dem Valutaverhältnis.
Verweigert der Angewiesene die Annahme der Anweisung oder die Leistung aus dem durch Annahme entstandenen Schuldverhältnis, will oder kann der Anweisungsempfänger die Anweisung nicht geltend machen, hat er dem Anweisenden unverzüglich Anzeige zu machen.

## Abstraktheit der Anweisung
Ein durch Annahme der Anweisung entstehendes Schuldversprechen ist abstrakt, das heißt sein Bestehen oder die Durchsetzbarkeit der Rechte aus diesem Schuldversprechen hängen weder von dem Bestehen oder von der Durchsetzbarkeit der Rechte aus dem Deckungsverhältnis noch von dem Bestehen oder der Durchsetzbarkeit der Rechte aus dem Valutaverhältnis ab. Der Angewiesene kann dem Anweisungsempfänger nur diejenige Einwendungen und Einreden entgegensetzen, welche die Gültigkeit der Annahme betreffen, sich aus dem Inhalt der Anweisung oder aus dem Inhalt der Annahme ergeben oder dem Angewiesenen unmittelbar gegen den Anweisungsempfänger zustehen (Deutschland: § 784 Abs. 1 BGB; Österreich: § 1402 ABGB; Schweiz: Art. 468 Abs. 1 OR).

## Eigenschaft der Anweisungsurkunde als Wertpapier
Die Anweisungsurkunde ist ein Namenspapier. Ein Wertpapier dieser Art verbrieft ein Privatrecht derart, dass dieses ohne die Urkunde selbst nicht geltend gemacht werden kann. Nach § 785 BGB ist der Angewiesene zur Leistung nur Zug um Zug gegen Aushändigung der Anweisungsurkunde (Leistung auf Sicht) verpflichtet. Die Anweisungsurkunde stellt kein Wertpapier im engeren Sinne dar, denn das Recht aus der Ausweisungsurkunde folgt nicht dem Recht an der Anweisungsurkunde, weil der Anspruch aus Anweisung nicht nach sachenrechtlichen Grundsätzen übertragen wird. Vielmehr steht das Eigentum an der Anweisungsurkunde dem Gläubiger des Anspruchs zu (§ 792 Satz 3, § 952 Abs. 2 BGB). Das Recht am Papier folgt somit dem Recht aus dem Papier (Wertpapier im weiteren Sinne).

## Übertragung der Anweisung
Der Anspruch aus der Anweisung kann durch Begebungsvertrag der Anweisungsempfänger mit einer dritten Person übertragen werden. Auf die Übertragung finden die Vorschriften über die Abtretung einer Forderung entsprechende Anwendung (§ 792 Abs. 1 BGB). Soweit ein Anspruch aus abstraktem Schuldversprechen durch Annahme der Anweisung bereits entstanden sind, stellt § 792 Abs. 1 BGB nur die Anwendbarkeit des Abtretungsrechts klar und modifiziert es durch das Erfordernis der Aushändigung der Anweisungsurkunde und der notwendigen Schriftform des Begebungsvertrags. Für den Fall, in dem die Anweisung nicht angenommen wurde, findet nach § 792 Abs. 1 BGB das Abtretungsrecht Anwendung, obwohl für den Anweisungsempfänger nur eine Aussicht auf Zuwendung der angewiesenen Leistung besteht. Durch das Aushändigungserfordernis und die Schriftform des Begebungsvertrags wird die Übertragung des Anspruchs an das Sachenrecht angelehnt. Das Eigentum an der Urkunde selbst steht dem Gläubiger des Anspruchs aus der Anweisung (zunächst dem Anweisungsempfänger, dann dem Dritten) zu. Wegen der Anwendung des Antretungsrechts findet ein Schutz eines gutgläubigen Erwerbers vor Nichtberechtigung (wenn beispielsweise die Anweisung zwischenzeitlich widerrufen worden ist) nicht statt. Die fehlende Möglichkeit eines Gutglaubenserwerbs behindert die Verkehrsfähigkeit der Anweisung stark.
Der Anweisende kann aber die Übertragung der Anweisung ausschließen. Der Ausschluss ist dem Angewiesenen gegenüber nur dann gültig, wenn er aus der Anweisungsurkunde ersichtlich ist oder wenn der Anweisende den Ausschluss dem Angewiesenen mitteilt, bevor dieser die Anweisung annimmt oder die Leistung aus der Anweisung bewirkt. Im Handelsverkehr können Anweisungen, die auf einen Kaufmann ausgestellt sind durch Indossament übertragen werden (kaufmännische Orderpapiere).

## Widerruf der Anweisung
Der Anweisende kann die Anweisung gegenüber dem Angewiesenen solange widerrufen, solange nicht der Angewiesene die Anweisung gegenüber dem Anweisungsempfänger akzeptiert hat oder die Leistung bewirkt hat. Ein Widerruf der Anweisung ist selbst dann möglich, wenn der Anweisende durch den Widerruf einer ihm gegenüber dem Anweisungsempfänger obliegenden Pflicht zuwiderhandelt.
Die BGH-Rechtsprechung hatte sich häufiger mit dem Problemfeld der fehlerhaften Anweisung auseinanderzusetzen, die das Vollzugsverhältnis betraf und dort zur Ablehnung beziehungsweise Bejahung von Kondiktionsansprüchen führte.

## Bedeutung
Die reine Form der Anweisung ist heute von geringer Bedeutung. Sie liegt aber dem Wechsel und dem Scheck zugrunde und ist im Wertpapierrecht von Bedeutung. Die Vorschriften der Anweisung greifen auch bei formeller Nichtigkeit von Scheck oder Wechsel ein, dann können sie in eine Anweisung umgedeutet werden. Letztlich sollen sämtliche Arten der Anweisung mittelbare (indirekte) Vermögensübertragungen ermöglichen, die ansonsten erforderliche Verdopplung eines Zahlungsvorgangs vermeiden und damit der Erleichterung des Zahlungsverkehrs dienen.

## International
In Österreich und der Schweiz ist das Anweisungsrecht mit dem deutschen Recht vergleichbar. In Österreich heißt der Anweisende „Assignant“, der Angewiesene „Assignat“ und der Zahlungsempfänger „Assignatar“ (§ 1400 ABGB). Die „Anweisung auf Schuld“ wird nach Art. 1401 ABGB erst durch die Leistung des Assignaten wirksam. In der Schweiz ist die Anweisung in den Art. 466 ff. Obligationenrecht geregelt, auch hier erfolgt die Tilgung einer Schuld erst durch die geleistete Zahlung (Art. 467 Abs. 1 OR).